# Sjoeljavska (metrostation)
Sjoeljavska (Oekraïens: Шулявська, ⓘ) is een station van de metro van Kiev. Het station maakt deel uit van de Svjatosjynsko-Brovarska-lijn en werd geopend op 5 november 1963, waarna het acht jaar lang het westelijke eindpunt van de lijn was. Het metrostation bevindt zich aan de rand van een industriegebied in het westen van Kiev. Station Sjoeljavska is genoemd naar de wijk Sjoeljavka, waarin het gelegen is; tot 1991 heette het station Zavod "Bilsjovyk" (Fabriek "De Bolsjewiek").
Het station is zeer diep gelegen en beschikt over een perronhal die door arcades van de sporen wordt gescheiden. De wanden zijn bekleed met geglazuurde tegels die horizontale lijnen in diverse kleuren vormen. Aan het einde van de centrale perronhal is in mozaïek een ode aan de industrie aangebracht, een verwijzing naar de locatie van het station. De toegang en de stationshal bevinden zich in een rond gebouw op de hoek van de Prospekt Peremohy (Overwinningslaan) en de Voelytsja Dovzjenka (Dovzjenkostraat). Op de eerste verdieping van het gebouw is een café gevestigd.

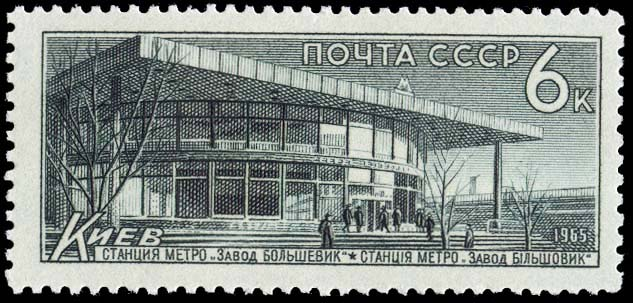
Het stationsgebouw op een postzegel uit 1965
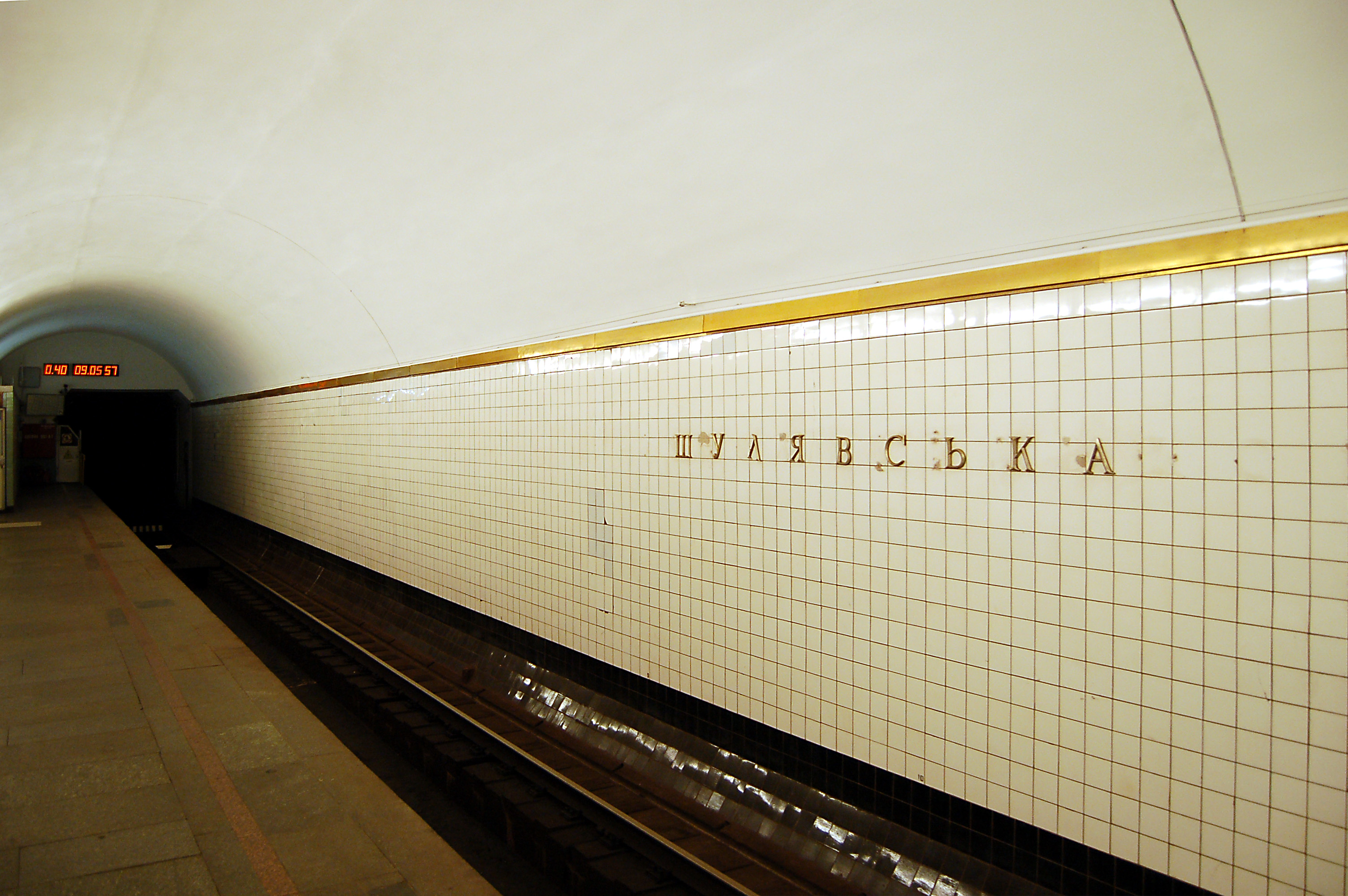
De stationsnaam op de tunnelwand bij het perron
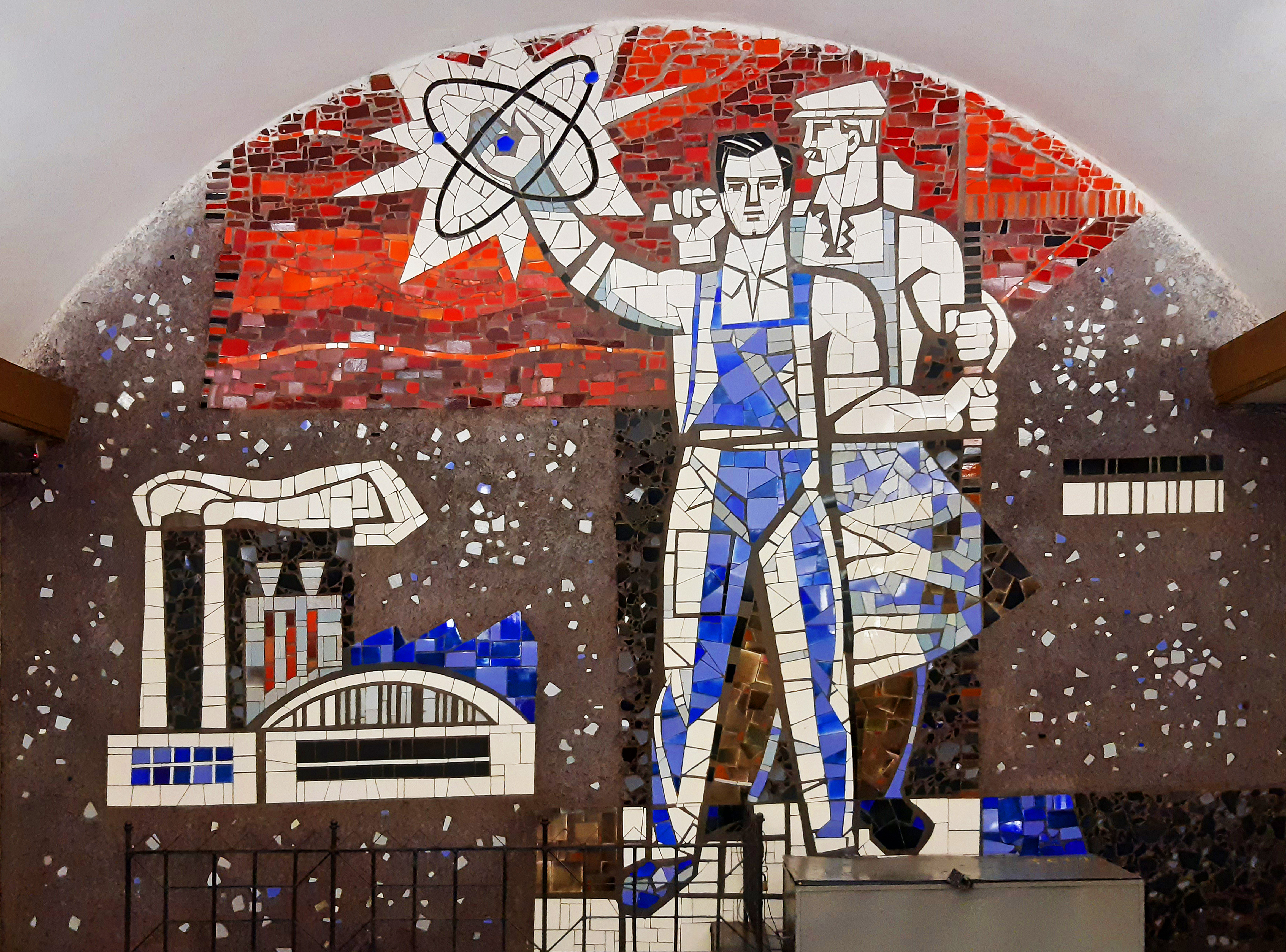
Het mozaïek als ode aan de industrie en de vreedzame toepassing van kernenergie